# Beschwerdeverfahren vor dem Europäischen Patentamt
Gegen Entscheidungen des Europäischen Patentamts (EPA), beispielsweise eine Ablehnung einer Europäischen Patentanmeldung, kann nach dem Europäischen Patentübereinkommen (EPÜ) Beschwerde vor unabhängigen Beschwerdekammern eingelegt werden.

## Übersicht

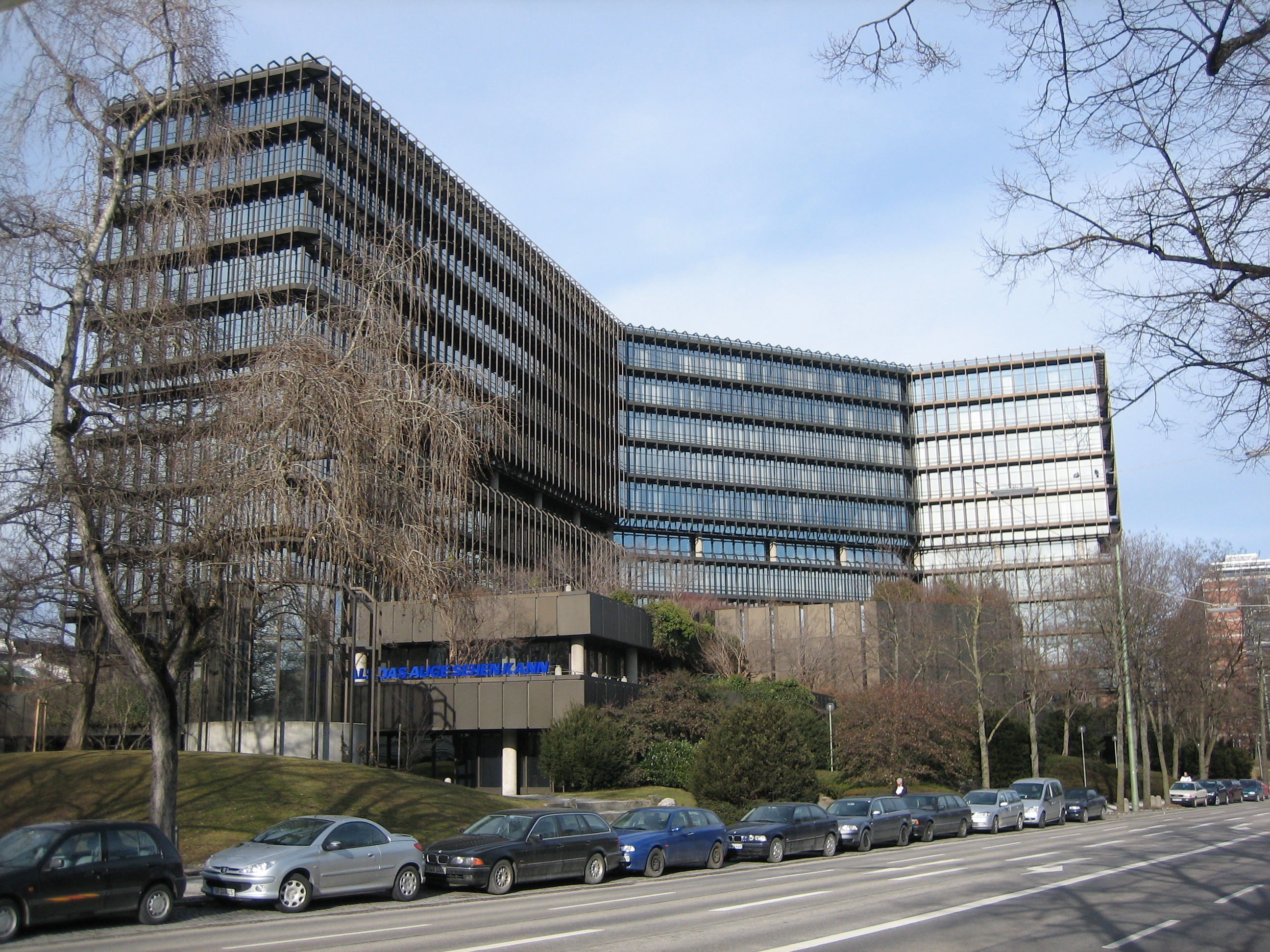
Hauptsitz des EPA in München

Derzeit gibt es 28 technische Beschwerdekammern, eine juristische Beschwerdekammer, eine Große Beschwerdekammer und eine Beschwerdekammer in Disziplinarangelegenheiten. Die Beschwerdekammern prüfen Beschwerden gegen Entscheidungen der Eingangsstelle, der Prüfungsabteilungen, der Rechtsabteilungen und der Einspruchsabteilungen des EPA und fungieren als letzte Instanz in Verfahren vor dem EPA. Die Beschwerdekammern sind jedoch nicht befugt, Entscheidungen des EPA in der Funktion als internationale Behörde nach dem Vertrag über die Zusammenarbeit im Patentbereich (PCT) zu überprüfen.
Die Beschwerdekammern des EPA befinden sich seit Oktober 2017 nicht mehr am Sitz des EPO in München, sondern in der 12 km östlich der Münchner Innenstadt gelegene Stadt Haar.
Die Arbeit der Beschwerdekammern ist in der Verfahrensordnung der Beschwerdekammern (VOBK) festgelegt. Die Beschwerdekammern sind nur an das EPÜ gebunden. Sie sind nicht weisungsgebunden und insbesondere nicht an die Richtlinien für die Prüfung vor dem EPA gebunden.

## Zulässigkeit einer Beschwerde
Nach Art. 107 Satz 1 EPÜ steht die Beschwerde gegen eine Entscheidung nur demjenigen zu, der am Verfahren beteiligt war, das zur Entscheidung geführt hat und durch die Entscheidung beeinträchtigt ist. Eine Beschwerde im Sinne des Art. 107 EPÜ liegt vor, wenn die Entscheidung hinter dem Begehren des Verfahrensbeteiligten zurückbleibt. Damit eine Beschwerde zulässig ist, muss die Beschwerdeschrift innerhalb von zwei Monaten nach Bekanntgabe der angefochtenen Entscheidung beim EPA eingereicht werden, sowie die Beschwerdegebühr bezahlt werden. Darüber hinaus muss innerhalb von vier Monaten nach Bekanntgabe die Beschwerdebegründung eingereicht werden. Ist die Beschwerde zulässig, prüft die Beschwerdekammer, ob die Beschwerde in der Sache gewährbar ist.

## Beschwerdeverfahren
Eine Beschwerde hat eine aufschiebende Wirkung, was bedeutet, dass zum Beispiel im Fall einer abgelehnten Patentanmeldung die Wirkung der Ablehnung ausgesetzt ist. Ist die Beschwerde zulässig, wird sie der erstinstanzlichen Abteilung, die die Entscheidung getroffen hat, zugeleitet. Wird der Beschwerde von der erstinstanzlichen Abteilung nicht binnen drei Monaten nach Eingang der Beschwerdebegründung stattgegeben, so hat die erstinstanzliche Abteilung den Fall unverzüglich und ohne Stellungnahme an die Beschwerdekammer zu überweisen.
Nach Prüfung der Zulässigkeit einer Beschwerde hat die Kammer das Ermessen, entweder innerhalb der Zuständigkeit des Organs, das für die angefochtene Entscheidung verantwortlich war, die Entscheidung zu korrigieren, oder die Angelegenheit zur weiteren Entscheidung an dieses Organ zurückzuverweisen. Wenn eine Kammer einen Fall an die erste Instanz zurückverweist, tut sie dies insbesondere, um der Partei die Möglichkeit einer zweiten Instanz zu geben.
Während einer Beschwerde kann die mündliche Verhandlung auf Antrag des EPA oder auf Antrag eines Verfahrensbeteiligten stattfinden. Das Recht auf mündliche Verhandlung ist ein nach Artikel 116 EPÜ kodifizierter Teil des Verfahrensrechts. Mündliche Verhandlung vor den Beschwerdekammern sind öffentlich (EPÜ Artikel 116 (1)). Nur unter besonderen Umständen kann die Öffentlichkeit ausgeschlossen werden. Im Gegensatz dazu sind mündliche Verhandlung vor den Prüfungsabteilungen laut Artikel 116(3) EPÜ nicht öffentlich. Die Liste der öffentlichen mündlichen Verhandlung vor dem EPA ist auf der Internetseite einsehbar.
Eine Entscheidung einer Beschwerdekammer ist nur für die Abteilung bindend, deren Entscheidung angefochten wurde, soweit die Tatsachen gleich sind (EPÜ Artikel 111 (2), erster Satz).

## Verschlechterungsverbot im zweiseitigen Beschwerdeverfahren
Bei einer Beschwerde zu einem Einspruchsverfahren gilt das Prinzip des Verbots der „reformatio in peius“. Legt nur der Patentinhaber Beschwerde gegen eine Zwischenentscheidung über die Aufrechterhaltung des Patents in geändertem Umfang ein, so kann weder die Beschwerdekammer noch der nicht beschwerdeführende Einsprechende die Gewährbarkeit des Patents gemäß der Zwischenentscheidung in Frage stellen. Legt alleine ein Einsprechender Beschwerde gegen die Aufrechterhaltung des angegriffenen Patents in geändertem Umfang ein, so ist der Patentinhaber darauf beschränkt, das Patent in der Fassung zu verteidigen auf die sich die Entscheidung über die Aufrechterhaltung in geänderter Form bezog und kann nicht mehr das Patent in der ursprünglich gewährten Form verteidigen.

## Große Beschwerdekammer
Zusätzlich zu den Beschwerdekammern hat das Europäische Patentamt eine Große Beschwerdekammer, die jedoch keine zusätzliche Rechtsprechung im klassischen Sinne darstellt, sondern Aufgabe hat die Einheitlichkeit der Anwendung des EPÜ zu gewährleisten. Die Große Beschwerdekammer entscheidet über Fragen mit grundsätzlicher Bedeutung für die Auslegung des EPÜ, die ihr entweder von einer Beschwerdekammer oder vom Präsidenten des EPA vorgelegt werden können.
Eine Entscheidung der Großen Beschwerdekammer ist gemäß Artikel 112 (1)(a) EPÜ ist für die Beschwerdekammer nur in Bezug auf die betreffende Beschwerde bindend, d. h. für die Beschwerdekammer, die die Anfrage an die Große Beschwerdekammer verwiesen hat. Falls eine Kammer es für notwendig hält, von einer Stellungnahme oder einer Entscheidung der Großen Beschwerdekammer abzuweichen, ist eine Anfrage an die Große Beschwerdekammer zu richten (Artikel 21 VOBK). Für nationale Gerichte, wie dem Bundespatentgericht, sind die Urteile der Beschwerdekammern des EPA hingegen nicht bindend.
Aufsehenerregende Entscheidungen der Großen Beschwerdekammern sind G 2/12 (Tomaten II) und G 2/13 (Brokkoli II) vom 25. März 2015, in denen es um die
Patentierbarkeit biologischer Produkte ging. Die Große Beschwerdekammer entschied, dass solche Produkte patentierbar sind auch wenn das entsprechende Verfahren zur Herstellung dieses Produkts als im Wesentlichen biologisches unter den Ausschluss von der Patentierbarkeit unter Artikel 53 (b) EPÜ fällt.

## Unabhängigkeit der Mitglieder der Beschwerdekammern
Laut Artikel 23 (1) EPÜ werden die Mitglieder der Beschwerdekammern und der Großen Beschwerdekammer auf Vorschlag des Präsidenten des EPA vom Verwaltungsrat der Europäischen Patentorganisation ernannt. Die Mitglieder dürfen während ihrer fünfjährigen Amtszeit nur unter außergewöhnlichen Umständen aus dem Amt entfernt werden (Artikel 23 (1) EPÜ). Die Beschwerdekammern wurden als Gerichte einer internationalen Organisation, dem EPA, anerkannt.